# Legend Airlines
Legend Airlines war eine US-amerikanische Fluggesellschaft mit Sitz auf dem Flughafen Dallas Love Field in Dallas im US-Bundesstaat Texas. Sie führte Flüge nach Washington, D.C., Las Vegas, Los Angeles und New York City durch und war die erste Airline, die nach der Eröffnung des Dallas/Fort Worth International Airport im Jahr 1974 von Love Field aus Flüge zu Zielen außerhalb der vom Wright Amendment festgelegten Region anbot. Das Wright Amendment war ein Bundesgesetz, das überregionale Linienflüge ab dem Flughafen Love Field regelte, um den Dallas/Fort Worth International Airport vor Konkurrenz zu schützen. Die Flugzeuge von Legend Airlines waren auf maximal 56 Passagiere begrenzt. Daher besaßen die Maschinen ein großzügiges und geräumiges Interieur, um den lukrativen Geschäftsreisemarkt zu bedienen.
Der Beginn des Flugbetriebs wurde durch notwendige Lobbyarbeit beim Congress of the United States zur Änderung des Wright Amendment, von American Airlines und der Stadt Fort Worth angestrengte Gerichtsverfahren und Schwierigkeiten bei der Genehmigung durch die Federal Aviation Administration stark verzögert. Der erste Flug startete schließlich im April 2000. Aufgrund steigender Verluste musste der Betrieb im Dezember des gleichen Jahres wieder eingestellt werden und die Airline meldete Insolvenz an. Versuche, neue Investoren zu finden und den Betrieb wieder aufzunehmen, scheiterten. Daraufhin gab die Gesellschaft ihr Air Operator Certificate auf und wurde Mitte 2001 abgewickelt.

## Geschichte

### Hintergrund
Anfang der 1960er Jahre erreichte der Flughafen Love Field seine Kapazitätsgrenzen, und Verhandlungen zur Mitnutzung des Greater Southwest International Airport in Fort Worth scheiterten. Im Jahr 1964 beauftragte das Civil Aeronautics Board die Städte Fort Worth und Dallas, einen gemeinsamen Regionalflughafen zu bauen. 1968 unterzeichneten die beiden Städte und die betroffenen Fluggesellschaften eine Verpflichtung, nach der alle derzeitigen Fluggesellschaften auf den neuen Flughafen ziehen sollten und der Betrieb von konkurrierenden, städtischen Flughäfen verboten wurde. Daraufhin wurde im Jahr 1974 der Dallas/Fort Worth International Airport eröffnet und der Greater Southwest International Airport abgerissen. Der Linienbetrieb auf Love Field wurde eingestellt und der Flugplatz für die Allgemeine Luftfahrt saniert.
Nach der Unterzeichnung der Verpflichtung 1968 wurde Southwest Airlines gegründet. Das Unternehmen war an der Verpflichtungserklärung nicht beteiligt und befürchtete, dass sein Geschäftsmodell langfristig durch den neuen Flughafen beeinflusst werden könnte. Dallas und Fort Worth versuchten, den Betrieb der Airline auf Love Field zu unterbinden, scheiterten jedoch vor Gericht. Nach dem Inkrafttreten des Airline Deregulation Act im Jahr 1978 kündigte Southwest Airlines an, ab 1979 bundesweite Flüge durchzuführen und verärgerte damit mächtige Unterstützer des Dallas/Fort Worth International Airport. Daraufhin initiierte der Abgeordnete des Repräsentantenhauses für Fort Worth Jim Wright im Kongress den Erlass eines Zusatzes zum International Air Transportation Act von 1979, der den Passagierbetrieb auf Love Field folgendermaßen einschränkte:
- Flüge mit größeren Linienmaschinen dürften ab Love Field nur innerhalb von Texas und zu den vier Nachbarstaaten Arkansas, Louisiana, New Mexico und Oklahoma durchgeführt werden.
- Airlines dürften keine Anschlussflüge mit anderen Fluggesellschaften zu anderen als den fünf festgelegten Bundesstaaten anbieten.
- Flüge zu anderen als den fünf genannten Bundesstaaten waren nur mit Flugzeugen mit einer Passagierkapazität von bis zu 56 Sitzplätzen erlaubt.

Mitte der 1990er Jahre gedieh der Betrieb von Southwest Airlines innerhalb der Fünf-Bundesstaaten-Region, aber keine Fluggesellschaft hatte bis zu diesem Zeitpunkt ernsthaft versucht, die 56-Passagier-Grenze voll auszunutzen. Politische Fraktionen in Dallas hielten das Wright Amendment mittlerweile für wettbewerbshindernd und schädlich für örtliche Unternehmen, aber die Einschränkungen wurden von Fort Worth und American Airlines zum Schutz des Dallas/Fort Worth International Airport und von Anwohnern zum Schutz vor Fluglärm und vor dem Verkehr rund um Love Field verteidigt. Jegliche Versuche die Einschränkungen aufzuheben, versanken in Streitereien und Gerichtsverfahren.

### Gründung und frühe Jahre
Legend Airlines war das geistige Kind des früheren Verwaltungsbeamten der Federal Aviation Administration, Führungskraft bei Federal Express und Piloten der United States Air Force Thunderbirds T. Allan McArtor. Er war Vorsitzender und CEO der Airline.
Im Jahr 1996 kündigte die Partnergesellschaft von Legend Airlines Dalfort Aviation aus Dallas an, dass Legend Airlines mit Passagierjets mit einer Bestuhlung von 56 Sitzen ab Love Field fliegen werde. Dazu werde Dalfort ältere McDonnell Douglas DC-9 oder Boeing 727, die normalerweise mit 90 Sitzen oder mehr bestückt sind, ausschließlich mit einem Erste-Klasse-Interieur und erweitertem Frachtraum ausrüsten. McArtor und der CEO von Dalfort Bruce Leadbetter waren der Meinung, der Kauf von neuen Jets mit 56 Sitzen wäre zu teuer und würde Dalfort nicht mit dringend benötigten Wartungsaufträgen versorgen. Das United States Department of Transportation entschied jedoch im September 1996, dass die Beschränkung auf 56 Sitze sich auf die konstruktive und nicht auf die tatsächliche Kapazität eines Flugzeuges beziehe und empfahl Legend Airlines, eine Gesetzesänderung anzustreben. Daraufhin forderte der texanische Abgeordnete Joe Barton das US-Abgeordnetenhaus auf, sich mit der Beschränkung auf 56 Sitze zu beschäftigen.
Bis Juli 1997 konnte McArtor die Hilfe des Senators von Alabama Richard Shelby gewinnen, der Änderungen am Wright Amendment vorschlug, die Legend Airlines den Betrieb der umgebauten Flugzeuge erlauben würden. Am 7. Oktober 1997 mündeten Shelbys Anstrengungen trotz scharfem Widerstands der texanischen Kongressdelegation in einer Gesetzesänderung, die künftig US-weite Flüge mit umgebauten, 56-sitzigen Flugzeugen erlaubte und die im Wrightamendment genannten Bundesstaaten um drei weitere ergänzte. Am 9. Oktober 1997 ratifizierte das Repräsentantenhaus die Gesetzesänderung und übergab es zur sofortigen Unterzeichnung an US-Präsident Bill Clinton.
Innerhalb eines Monats verklagte Fort Worth Legend Airlines und die Stadt Dallas, die unterzeichnete Verpflichtung bezüglich des Dallas/Fort Worth International Airport von 1968 einzuhalten. Dallas und Legend Airlines argumentierten dagegen, diese Vereinbarung sei nicht mehr gültig. American Airlines schloss sich der Klage an, um das Inkrafttreten des Shelby Amendments zu verhindern. Daraufhin warf McArtor American Airlines vor, die Kampagne heimlich initiiert zu haben, um Legend Airlines zu verdrängen. Im Februar 1998 beteiligte sich auf Bitten von Legend Airlines auch die Southwest Airlines an dem Gerichtsverfahren.
McArtor führte an, dass die Stadt Fort Worth das Abkommen ebenfalls verletze, indem sie den Betrieb von Mesa Airlines und FedEx Express auf dem Fort Worth Meacham International Airport und dem Fort Worth Alliance Airport gestatteten. Im Oktober 1998 verklagte wiederum Legend Airlines Fort Worth, ein doppeltes Spiel zu spielen, indem es einerseits den Betrieb auf dem Alliance Airport fördere, andererseits den Betrieb auf Love Field torpediere. Diese Klage wurde jedoch noch im gleichen Monat von Richter Bob McCoy abgewiesen, da Legend Airlines an der Unterzeichnung der Verpflichtung im Jahr 1968 nicht beteiligt war.

### Liniendienst
Am 5. April 2000 startete Legend Airlines nach weiteren Gerichtsverfahren gegen Fort Worth und American Airlines und Verzögerungen bei der Betriebsgenehmigung durch die Federal Aviation Administration den ersten Langstreckenflug ab Love Field seit 1974 und flog zum Washington Dulles International Airport. Bald darauf wurden regelmäßige Nonstopflüge nach Washington, Las Vegas und Los Angeles aufgenommen. Später kamen Flüge zum LaGuardia Airport in New York City als viertes Ziel dazu.
Obwohl American Airlines weiterhin vor Gericht die Unterbindung von Langstreckenflügen ab Love Field forderte, rüstete es mehrere seiner Fokker 100 auf ein business-class-ähnliches Interieur mit 56 Sitzen um und bot ab dem 1. Mai 2000 Nonstopflüge nach Chicago, Los Angeles und New York City an.
Am 29. Juni 2000 lehnte der United States Supreme Court die Revision eines Urteils, das Langstreckenflüge ab Love Field erlaubte, ab und beendete damit den letzten Versuch der Stadt Fort Worth, der Geschäftsführung des Dallas/Fort Worth International Airport und von American Airlines, Legend Airlines gerichtlich zu stoppen.

### Ende
Während ihre Flugzeuge drei Jahre lang am Boden blieben, musste Legend Airlines mehr Geld als die meisten anderen neugegründeten Fluggesellschaften investieren, bevor sie den Flugbetrieb aufnehmen konnte – Schätzungen bewegen sich im Bereich von 21 bis 29 Millionen US-Dollar. Obwohl die Flüge nach New York und Washington im Durchschnitt zu zwei Dritteln ausgelastet waren, verlor das Unternehmen 25 Millionen US-Dollar während der ersten sechs Monate des Flugbetriebs. Gründe dafür waren hohe Anlaufkosten, hohe Treibstoffkosten und ein intensiver Wettbewerb mit anderen Airlines.
Nachdem Legend Airlines eine weitere Finanzierung nicht mehr sicherstellen konnte, stellte das Unternehmen den Flugbetrieb am 3. Dezember 2000 auf unbestimmte Zeit ein und meldete Insolvenz an. Anfang des Jahres 2001 entließ Legend Airlines alle Angestellten in Dallas, gab sein Air Operator Certificate zurück und kündigte die Liquidation der Firma an. Im Mai verließ McArtor das Unternehmen und übernahm die Leitung der Abteilung Nordamerika von Airbus. Die Sachwerte des Unternehmens, einschließlich Ersatzteile für die DC-9 mit einem geschätzten Wert von einer Million US-Dollar, wurden im Juni 2001 versteigert. Die Flugzeuge selbst waren jedoch geleast. Ende 2002 hatte Southwest Airlines zwei der DC-9 übernommen. Eine wurde vom Eishockeyteam Columbus Blue Jackets gekauft. Die restlichen vier Maschinen wurden auf dem Kingman Airport im US-Bundesstaat Arizona eingemottet, um verkauft zu werden.
Im Jahr 2016 bezeichnete der Journalist Robert Wilonsky den Untergang der Airline als das Ergebnis eines Komplotts von American Airlines, Southwest Airlines, der Geschäftsleitung des Dallas/Fort Worth International Airport und der Städte Dallas und Fort Worth, um Legend Airlines zu zerbrechen, noch bevor sie überhaupt abheben konnte.
Obwohl Legend Airlines nicht in der Lage war, einen existenzfähigen Betrieb aufzubauen, schreiben Kenner der Luftfahrtindustrie der Airline zu, die ersten substanziellen Änderungen am Wright Amendment begründet und Konkurrenz für Southwest Airlines in Love Field generiert zu haben. Als die Airline den Betrieb einstellte, hatten American Airlines, Continental Express und Atlantic Southeast Airlines bereits begonnen, Linienflüge von Love Field aus durchzuführen. Der Betrieb von Legend Airlines regte andere Luftfahrtunternehmen an, den Einsatz von Kurzstreckenflugzeugen auf Langstrecken ab Love Field ernsthaft in Erwägung zu ziehen und für Änderungen des Wright Amendment offen zu sein – Gedanken, die vorher als unmöglich galten. Die Liste der Bundesstaaten im Wright Amendment wurde im Jahr 2005 nochmals erweitert. Im Jahr 2006 wurde es teilweise und 2014 schließlich vollständig außer Kraft gesetzt.

## Flotte

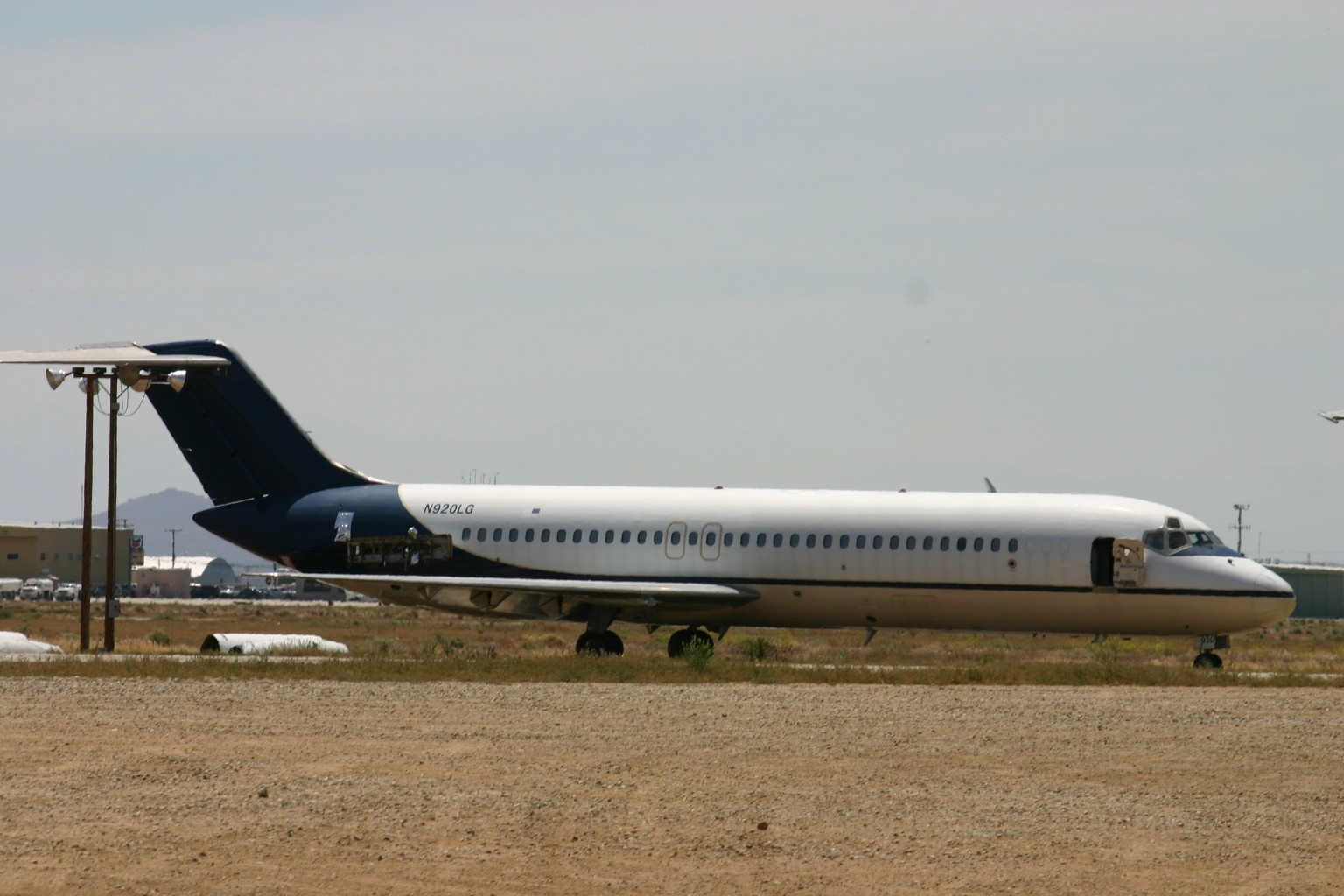
McDonnell Douglas DC-9-32 der Legend Airlines, abgestellt auf dem Mojave Air & Space Port

- 7 × McDonnell Douglas DC-9-32 mit 56 Sitzen

## Service an Bord
Da Legend Airlines den lukrativen Geschäftsreisemarkt bedienen wollte, bot sie einen hohen Servicestandard an Bord. So waren alle Sitze Business-Class-Plätze. Die Sitze waren in Zweierreihen an den Seiten des breiten Mittelgangs angeordnet und boten große Beinfreiheit, da mehrere Sitzreihen gegenüber der Originalkonfiguration der McDonnell Douglas DC-9, in der die Maschine für über 100 Passagiere ausgelegt war, entfernt worden waren. Sowohl das Interieur der Flugzeuge als auch das exklusive Terminal, das Passagieren das Verlassen des Flugzeugs und den Umstieg in ein Taxi innerhalb einer Minute erlaubte, waren dauerhaft mit frischen Blumen geschmückt. Legend Airlines war die erste Fluggesellschaft, die ihren Gästen Livefernsehen auf Bildschirmen in der Rückenlehne des Vordersitzes bot. Dieser Service von DirecTV wurde zwar bald auch von JetBlue angeboten, aber Legend Airlines bot ihn kostenlos während JetBlue fünf US-Dollar pro Passagier berechnete. Des Weiteren waren alle Sitzplätze mit Airfones sowie mit Ladesteckdosen für Laptops ausgerüstet. Anders als die Mahlzeiten auf Plastiktabletts mit Plastikbesteck sowie abgepacktem Obst und Gewürzen bei anderen Fluggesellschaften, wurden die großzügigen Mahlzeiten bei Legend Airlines unter der Bezeichnung „celebrity-chef crafted“ von Köchen aus Dallas und Umgebung zubereitet und auf Porzellangeschirr mit Silberbesteck serviert. Zu den Mahlzeiten wurden Schachteln mit Trüffelpralinen und ausgesuchten, zum Gericht passenden Weinen gereicht. All diese Zusatzleistungen wurden zu mit der Konkurrenz vergleichbaren Preisen angeboten.

## Terminal
Legend Airlines betrieb ein eigenes Terminal an der Lemon Avenue 7777 und nutzte daher nicht das Hauptterminal des Flughafens Love Field. Der Bau des Terminals, das mit frischen Blumen, Ledersitzen und eigenen Flugsteigen exklusiven Privatclubs nachempfunden war, kostete zwanzig Millionen US-Dollar.
Das Gebäude wurde von einer privaten Investmentgruppe gebaut und an Legend Airlines vermietet. Nach dem Ende von Legend Airlines suchte die Eigentümer sofort nach neuen Mietern und vermietete einen Flugsteig an Atlantic Southeast Airlines. Des Weiteren wurden Gespräche mit American Airlines und Continental Express geführt, die sich zu dieser Zeit die einzigen beiden Flugsteige des Hauptterminals teilten, die nicht von Southwest Airlines verwendet wurden. Entgegen aller Bemühungen waren die Flugsteige im Sommer 2002 weiterhin ungenutzt. Lediglich ein Teil der Büros wurde an örtliche Unternehmen vermietet. Teile der Garagenplätze wurden von ansässigen Autohändlern als Lagerfläche genutzt.
In der Hoffnung, den Wert der weiterhin ungenutzten Flugsteige zu steigern, unterstützten die Eigentümer Ende 2005 die Bemühungen zur Aufhebung des Wright Amendements. Die Bürgermeisterin von Dallas Laura Miller forderte jedoch öffentlich den Abriss des Gebäudes. Im Oktober 2006 unterzeichnete US-Präsident George W. Bush ein Gesetz, das das Wright Amendment teilweise aufhob und Love Field eine Kapazität von zwanzig Flugsteigen zugestand. Der Stadtrat von Dallas genehmigte daraufhin die Enteignung des Terminals. Dadurch wurden auch Verkaufsverhandlungen mit Pinnacle Airlines beendet. Die Flugsteige wurden anschließend von der Bundesregierung für abbruchreif erklärt und abgerissen, ohne dass die Eigentümer dafür entschädigt wurden.
Die Eigentümer versuchten, die Aufhebung des Wright Amendment aufgrund des Wettbewerbsrechts anzufechten, aber die Klage wurde Ende des Jahres 2007 von einem Bundesgericht abgewiesen. Im Jahr 2008 reichten sie erneut Klage gegen die Bundesregierung ein, weil diese das Gebäude ohne Entschädigung für abbruchreif erklärt hatte. Im April 2016 entschied die Bundesrichterin Margaret M. Sweeney im Sinne der Eigentümer Live Terminal Partners und Virginia Aerospace und verurteilte die Bundesregierung zur Zahlung von 133 Millionen US-Dollar plus Zinsen.

## Ziele
Legend Airlines flog folgende Ziele an:
- Dallas, Texas: Love Field
- Las Vegas, Nevada: McCarran International Airport
- Los Angeles, Kalifornien: Los Angeles International Airport
- New York City,  New York: LaGuardia Airport
- Washington, D.C.: Washington Dulles International Airport